# Clostera tristina
Clostera tristina är en fjärilsart som beskrevs av Felix Bryk 1948. Clostera tristina ingår i släktet Clostera och familjen tandspinnare. Inga underarter finns listade i Catalogue of Life.